# جان گیلبرت
جان گیلبرت (۱۴ مارس ۱۸۱۲ – ۲۸ ژوئن ۱۸۴۵) طبیعی‌دان و کاشف اهل انگلستان بود. او هنگامی که تاکسیدرمیستی برای انجمن جانورشناسی لندن بود با جان گولد، پرنده‌شناس و نقاش جانوران، آشنا شد و به همراه او برای پژوهش بر روی جانوران به استرالیا رفت. او به همراه جان گولد توانست تصاویر و مشخصات گونه‌های بسیاری از پستانداران کیسه‌دار ساکن استرالیا و گینه نو را در کتاب سه جلدی پستانداران استرالیا گرد آورد.